# Migliori prestazioni europee nei 400 metri ostacoli
La lista delle migliori prestazioni europee nei 400 metri ostacoli, aggiornata periodicamente dalla World Athletics, raccoglie i migliori risultati di tutti i tempi degli atleti europei nella specialità dei 400 metri ostacoli.

## Maschili

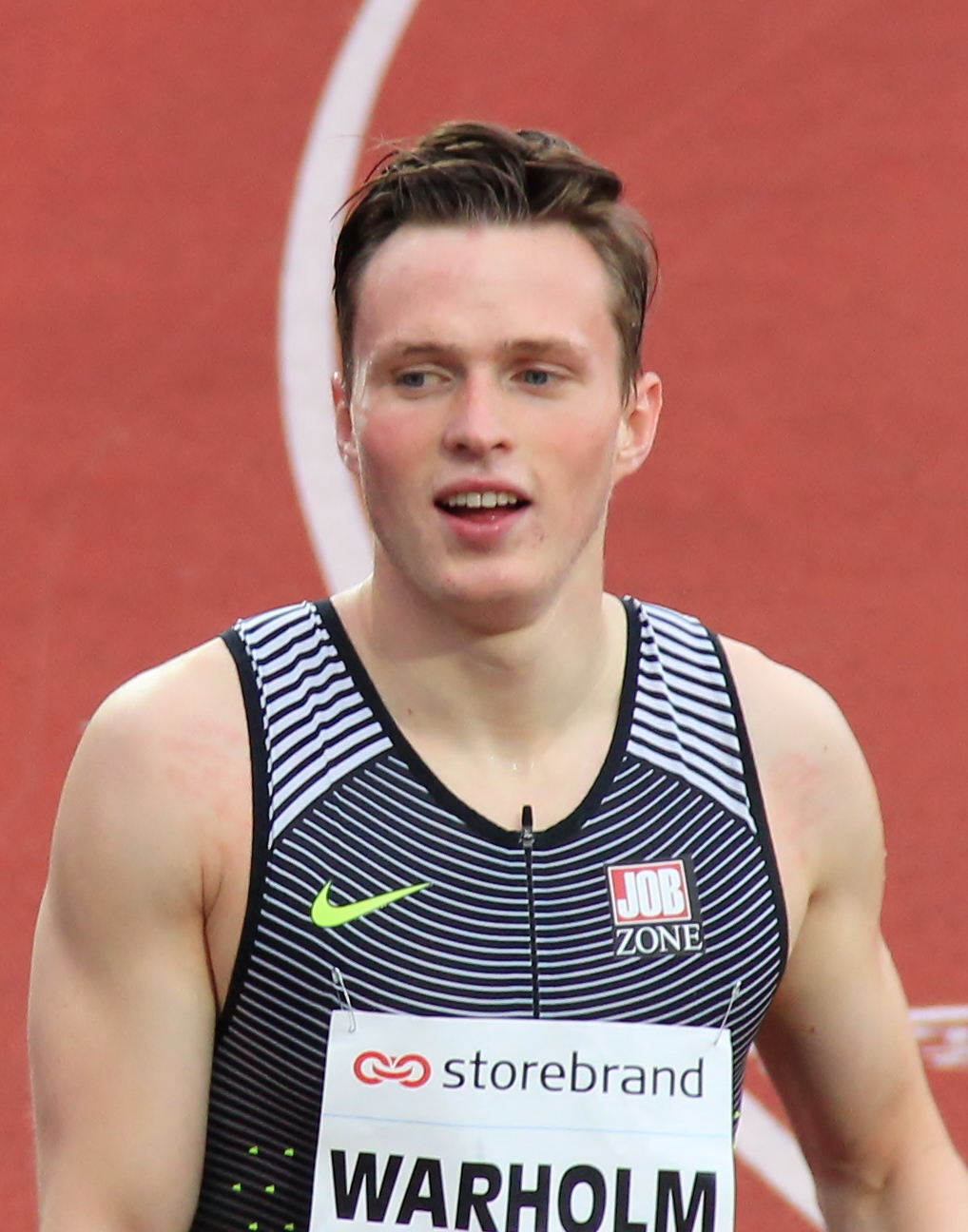
Karsten Warholm, detentore del record europeo dei 400 m ostacoli

Statistiche aggiornate al 24 luglio 2022.
|     | Tempo | Atleta             | Luogo      | Data             |
| --- | ----- | ------------------ | ---------- | ---------------- |
| 1.  | 45"94 | Karsten Warholm    | Tokyo      | 3 agosto 2021    |
| 2.  | 47"37 | Stéphane Diagana   | Losanna    | 5 luglio 1995    |
| 3.  | 47"41 | Wilfried Happio    | Eugene     | 19 luglio 2022   |
| 4.  | 47"48 | Harald Schmid      | Atene      | 8 settembre 1982 |
| 5.  | 47"54 | Fabrizio Mori      | Edmonton   | 10 agosto 2001   |
| 6.  | 47"81 | Yasmani Copello    | Berlino    | 9 agosto 2018    |
| 7.  | 47"82 | Kriss Akabusi      | Barcellona | 6 agosto 1992    |
| 7.  | 47"82 | Periklīs Iakōvakīs | Osaka      | 6 maggio 2006    |
| 7.  | 47"82 | Rasmus Mägi        | Turku      | 14 giugno 2022   |
| 10. | 47"84 | David Greene       | Parigi     | 6 luglio 2012    |

## Femminili

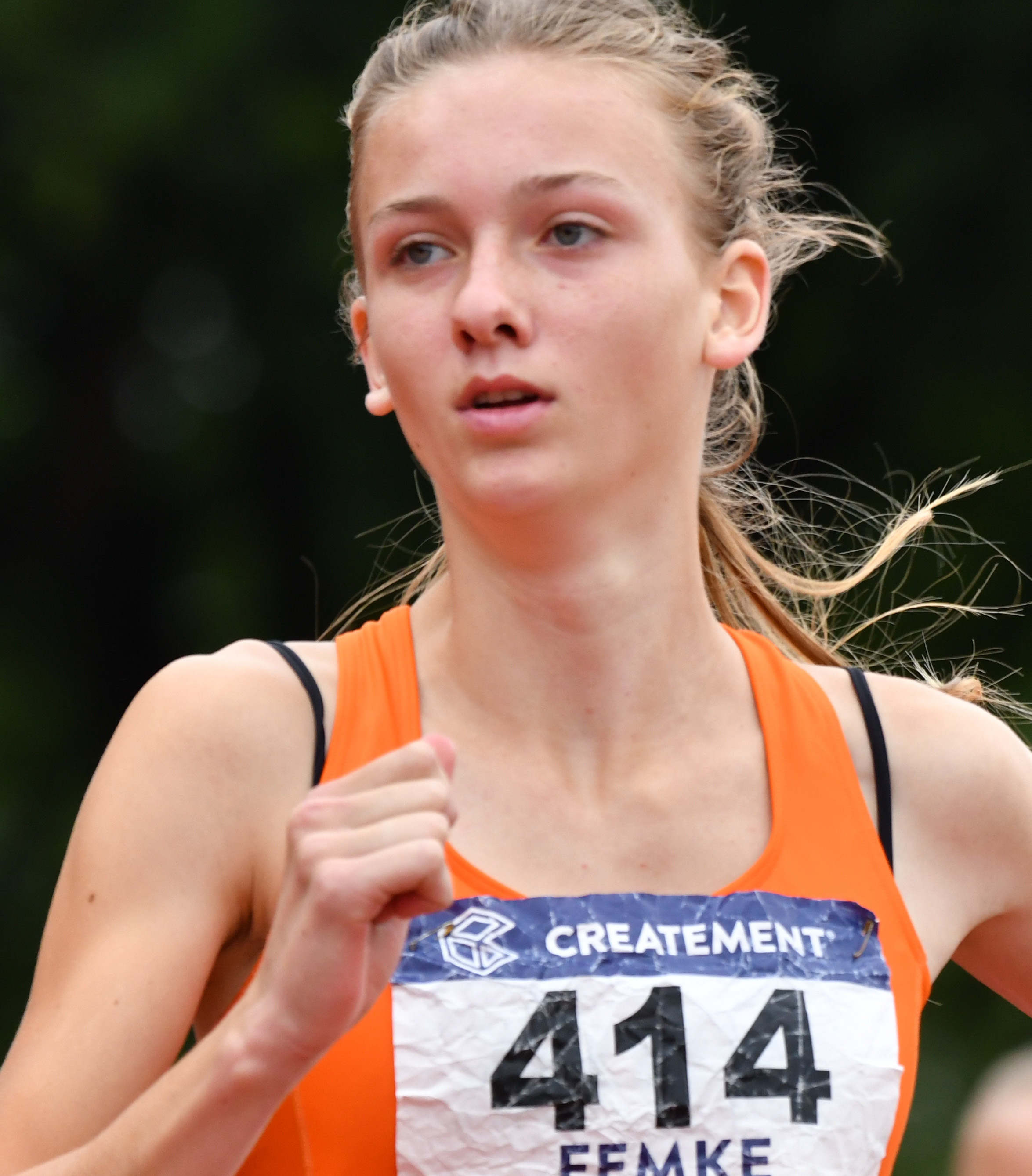
Femke Bol, detentrice del record europeo della specialità

Statistiche aggiornate al 23 luglio 2023.
|     | Tempo | Atleta              | Luogo     | Data              |
| --- | ----- | ------------------- | --------- | ----------------- |
| 1.  | 50"95 | Femke Bol           | Bruxelles | 14 luglio 2024    |
| 2.  | 52"34 | Julija Pečënkina    | Tula      | 8 agosto 2003     |
| 3.  | 52"70 | Natal'ja Antjuch    | Londra    | 8 agosto 2012     |
| 4.  | 52"74 | Sally Gunnell       | Stoccarda | 19 agosto 1993    |
| 5.  | 52"77 | Fanī Chalkia        | Atene     | 22 agosto 2004    |
| 6.  | 52"83 | Zuzana Hejnová      | Mosca     | 15 agosto 2013    |
| 7.  | 52"94 | Marina Stepanova    | Tashkent  | 17 settembre 1986 |
| 8.  | 52"96 | Anna Ryzhykova      | Stoccolma | 4 luglio 2021     |
| 9.  | 53"02 | Irina Privalova     | Sydney    | 27 settembre 2000 |
| 10. | 53"11 | Tat'jana Ledovskaja | Tokyo     | 29 agosto 1991    |